# Esgrima na Universíada de Verão de 2007
A esgrima na Universíada de Verão de 2007 foi disputada no Impact Exhibition and Convention Center em Nonthaburi, Tailândia entre 11 e 16 de agosto de 2007.

## Medalhistas
Esses foram os medalhistas:

### Masculino
| Evento     | Ouro                 | Prata             | Bronze                   |
| Individual | Individual           | Individual        | Individual               |
| ---------- | -------------------- | ----------------- | ------------------------ |
| Espada     | HUN Andras Redli     | CHN Guotao Dong   | KAZ Dmitriy Gryaznov     |
| Espada     | HUN Andras Redli     | CHN Guotao Dong   | UKR Maksym Khvorost      |
| Florete    | CHN Wu Hanxiong      | CHN Bao Xiaoqing  | GBR Laurence Halsted     |
| Florete    | CHN Wu Hanxiong      | CHN Bao Xiaoqing  | UKR Maxim Petrov         |
| Sabre      | RUS Alexey Yakimenko | HUN Balazs Lontay | KOR Kim Jung Hwan        |
| Sabre      | RUS Alexey Yakimenko | HUN Balazs Lontay | RUS Veniamin Reshetnikov |
| Equipe     |                      |                   |                          |
| Espada     | UKR Ucrânia          | FRA França        | SUI Suíça                |
| Florete    | RUS Rússia           | CHN China         | FRA França               |
| Sabre      | UKR Ucrânia          | KOR Coreia do Sul | RUS Rússia               |

### Feminino
| Evento     | Ouro                  | Prata             | Bronze                |
| Individual | Individual            | Individual        | Individual            |
| ---------- | --------------------- | ----------------- | --------------------- |
| Espada     | UKR Yana Shemyakina   | ISR Noam Mills    | POL Malgorzata Bereza |
| Espada     | UKR Yana Shemyakina   | ISR Noam Mills    | CHN Tan Li            |
| Florete    | RUS Julia Birioukovag | KOR Lee Hye Sun   | RUS Polina Repina     |
| Florete    | RUS Julia Birioukovag | KOR Lee Hye Sun   | CHN Liu Yuan          |
| Sabre      | KOR Lee Shin Mi       | UKR Galyna Pundyk | CHN Guo Fei           |
| Sabre      | KOR Lee Shin Mi       | UKR Galyna Pundyk | KOR An Mi Ae          |
| Equipe     |                       |                   |                       |
| Espada     | UKR Ucrânia           | ROM Romênia       | CHN China             |
| Florete    | CHN China             | KOR Coreia do Sul | JPN Japão             |
| Sabre      | KOR Coreia do Sul     | UKR Ucrânia       | RUS Rússia            |

## Quadro de medalhas
| Ordem | País              | Medalha de ouro | Medalha de prata | Medalha de bronze |    |
| ----- | ----------------- | --------------- | ---------------- | ----------------- | -- |
| 1     | UKR Ucrânia       | 4               | 2                | 2                 | 8  |
| 2     | RUS Rússia        | 3               |                  | 4                 | 7  |
| 3     | CHN China         | 2               | 3                | 4                 | 9  |
| 4     | KOR Coreia do Sul | 2               | 3                | 2                 | 7  |
| 5     | HUN Hungria       | 1               | 1                |                   | 2  |
| 6     | FRA França        |                 | 1                | 1                 | 2  |
| 7     | ISR Israel        |                 | 1                |                   | 1  |
|       | ROM Romênia       |                 | 1                |                   | 1  |
| 9     | GBR Grã-Bretanha  |                 |                  | 1                 | 1  |
|       | JPN Japão         |                 |                  | 1                 | 1  |
|       | KAZ Cazaquistão   |                 |                  | 1                 | 1  |
|       | POL Polônia       |                 |                  | 1                 | 1  |
|       | SUI Suíça         |                 |                  | 1                 | 1  |
| TOTAL | TOTAL             | 12              | 12               | 18                | 42 |